# 1863 au Canada
Pour un article plus général, voir Chronologie du Canada.
Cet article traite des événements qui se sont produits durant l'année 1863 au Canada.

## Événements

### Politique

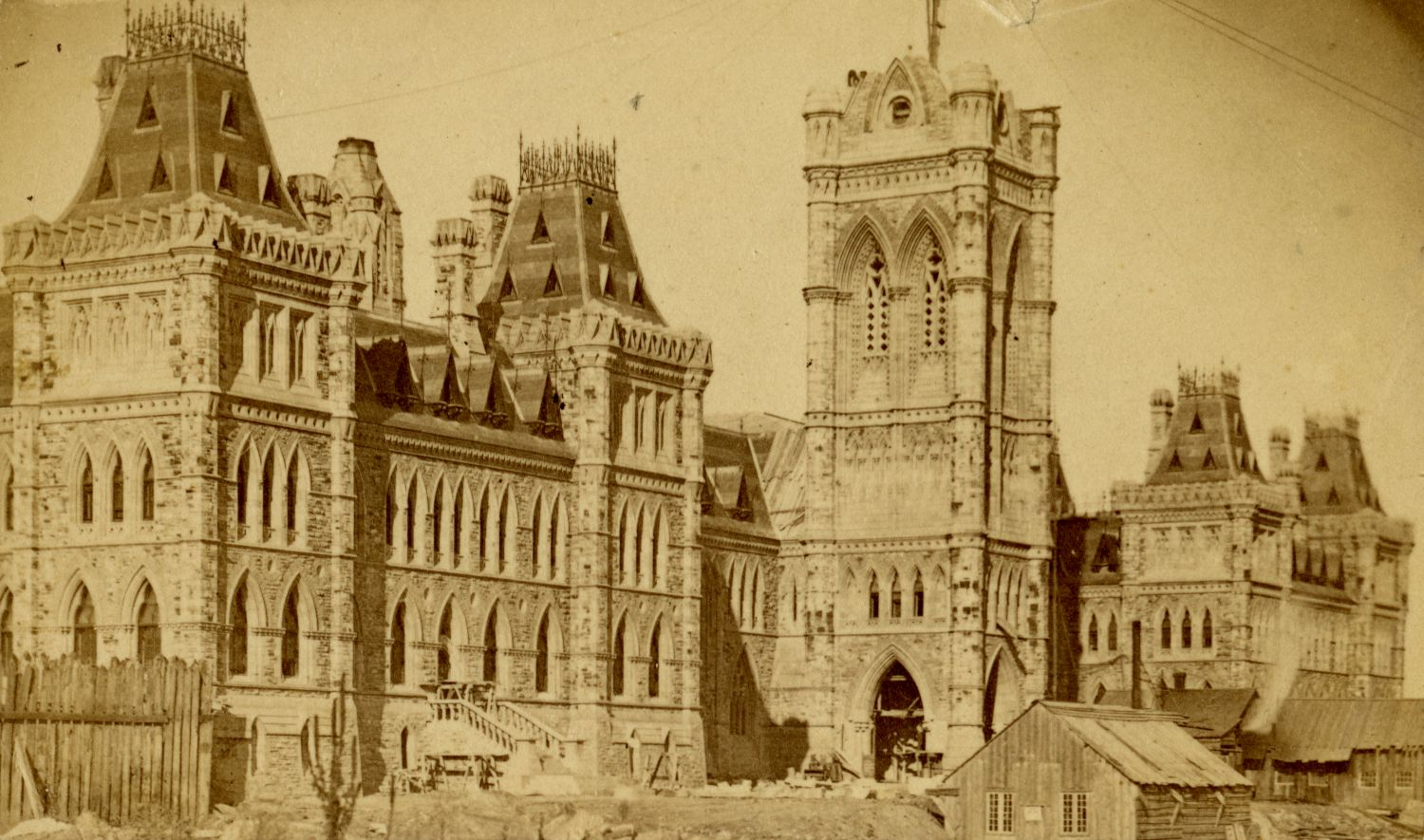
Construction du parlement à Ottawa

- Août : élection du Huitième parlement de la province du Canada. Antoine-Aimé Dorion devient premier ministre du Canada-Uni.

### Économie

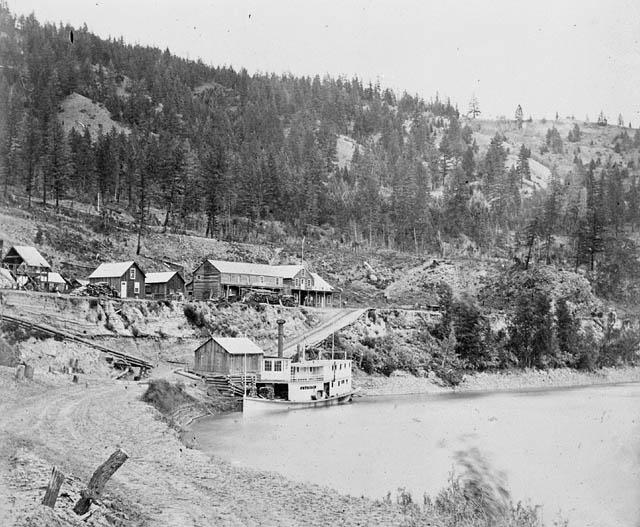
Soda Creek sur la Rivière Fraser lors de la ruée vers l'or.

### Science
- Fondation de la Société d'entomologie du Canada.
- La flore canadienne  de Léon Abel Provancher.

### Culture
- Livre Les anciens canadiens de Philippe Aubert de Gaspé.
- Chansons populaires et historiques du Canada de Hubert LaRue.

### Religion
- 14 décembre : élection du vicariat apostolique de la Colombie. Louis-Joseph D'Herbomez en est son premier évêque.

## Naissances
- 14 mai : John Charles Fields, mathématicien canadien.
- 17 mai : Léon Gérin, (sociologue) († 15 mai 1951)
- 19 mai : John Alexander Mathieson, premier ministre de l'Île-du-Prince-Édouard.
- 1er juillet : William Grant Stairs, explorateur du continent africain.
- 4 octobre : Peter Veniot, premier ministre du Nouveau-Brunswick
- 10 octobre : Louis Cyr, homme fort.(† 10 novembre 1912)

## Décès
- 17 janvier : Peter Warren Dease, explorateur.
- 22 février : Thomas Molson, homme d'affaires.
- 17 juin : Wolfred Nelson, patriote et maire de Montréal.
- 6 juillet : Patrice Lacombe, écrivain.
- 20 novembre : James Bruce (Lord Elgin), gouverneur général.